# Félix Machado
Félix Manuel Machado Villalba (* 22. August 1972 in Ciudad Guayana) ist ein venezolanischer Boxer im Superfliegengewicht.

## Profikarriere
1993 begann Machado seine Profikarriere. Am 22. Juli 2002 boxte er gegen Julio Gamboa um den Weltmeistertitel des Verbandes IBF und siegte durch einstimmige Punktrichterentscheidung. Diesen Titel verteidigte er insgesamt dreimal und verlor ihn im Januar 2003 an Luis Alberto Perez nach Punkten.
Seinen 40. Kampf absolvierte Machado nach 5 Jahren Pause im Februar 2015; 26 Siegen stehen 13 Niederlagen gegenüber.